# جيوفاني فيسكونتي (دراج)
جيوفاني فيسكونتي (بالإيطالية: Giovanni Visconti)‏ مواليد 13 يناير 1983 في تورينو، هو دراج إيطالي في صنف سباق الدراجات على الطريق.

## سباقات أو مراحل فاز بها
| التاريخ        | السباق                                              | المركز                                             |
| -------------- | --------------------------------------------------- | -------------------------------------------------- |
| 17 أغسطس 2003  | 2003 European Road Cycling Championships Men U23 RR | الفائز في التصنيف العام                            |
| 05 أكتوبر 2006 | كوبا ساباتيني 2006                                  | الفائز في التصنيف العام                            |
| 15 أغسطس 2007  | طواف أين 2007                                       | الثاني في تصنيف النقاط                             |
| 11 أكتوبر 2007 | كوبا ساباتيني 2007                                  | الفائز في التصنيف العام                            |
| 01 يناير 2008  | 2008 Trofeo Pollença                                |                                                    |
| 18 مارس 2008   | تيرينو ادرياتيكو 2008                               | الثاني في تصنيف أفضل شاب                           |
| 10 أبريل 2008  | 2008 Grand Prix Pino Cerami                         |                                                    |
| 01 يونيو 2008  | طواف إيطاليا 2008                                   | السابع في تصنيف أفضل شاب                           |
| 14 سبتمبر 2008 | جي بي دي فورميس 2008                                | الفائز في التصنيف العام                            |
| 17 سبتمبر 2008 | جي بي دي والوني 2008                                |                                                    |
| 26 أكتوبر 2008 | كأس اليابان للدراجات 2008                           |                                                    |
| 01 يناير 2009  | طواف أوروبا للدراجات 2009                           | الفائز في التصنيف العام                            |
| 01 يناير 2009  | 2009 Gran Premio Bruno Beghelli                     |                                                    |
| 06 يونيو 2009  | ميموريال ماركو بانتاني 2009                         |                                                    |
| 19 أغسطس 2009  | 2009 Coppa Ugo Agostoni                             | الفائز في التصنيف العام                            |
| 08 أكتوبر 2009 | كوبا ساباتيني 2009                                  |                                                    |
| 01 يناير 2010  | Classica Sarda 2010                                 | الفائز في التصنيف العام                            |
| 18 أبريل 2010  | طواف تركيا 2010                                     | الفائز في التصنيف العام                            |
| 20 يونيو 2010  | 2010 طواف سلوفينيا                                  |                                                    |
| 07 أغسطس 2010  | 2010 Gran Premio Città di Camaiore                  |                                                    |
| 05 سبتمبر 2010 | 2010 Giro della Romagna                             |                                                    |
| 19 أكتوبر 2010 | طواف أوروبا للدراجات 2010                           | الفائز في التصنيف العام                            |
| 01 يناير 2011  | 2011 Gran Premio Bruno Beghelli                     |                                                    |
| 20 فبراير 2011 | طواف عمان 2011                                      |                                                    |
| 26 فبراير 2011 | Gran Premio Dell'Insubria-Lugano 2011               | الفائز في التصنيف العام                            |
| 27 فبراير 2011 | غران بريمو دي لوغانو 2011                           |                                                    |
| 30 أبريل 2011  | 2011 جي بي إندوستريا وأرتيجياناتو                   |                                                    |
| 05 يونيو 2011  | 2011 غروسر برايس ديس كانتونس أرجو                   |                                                    |
| 18 أغسطس 2011  | كوبا بيرنوشي 2011                                   |                                                    |
| 16 أكتوبر 2011 | طواف أوروبا للدراجات 2011                           | الفائز في التصنيف العام                            |
| 01 يناير 2012  | سيركويتو دي جيتكسو 2012                             | الفائز في التصنيف العام                            |
| 08 أبريل 2012  | كلاسيكا بريمافيرا 2012                              | الفائز في التصنيف العام                            |
| 15 سبتمبر 2012 | ميموريال ماركو بانتاني 2012                         |                                                    |
| 31 مايو 2015   | طواف إيطاليا 2015                                   | الأول في تصنيف الجبال، المرتبة 18 في التصنيف العام |
| 19 سبتمبر 2015 | ميموريال ماركو بانتاني 2015                         |                                                    |
| 10 أبريل 2016  | كلاسيكا بريمافيرا 2016                              | الفائز في التصنيف العام                            |
| 18 يونيو 2017  | طواف سلوفينيا 2017                                  |                                                    |
| 27 سبتمبر 2017 | جيرو دي توسكانا 2017                                |                                                    |
| 30 سبتمبر 2017 | طواف إيميليا 2017                                   | الفائز في التصنيف العام                            |
| 01 يناير 2018  | 2018 Trofeo Matteotti                               |                                                    |
| 14 يوليو 2018  | طواف النمسا 2018                                    | الأول في تصنيف النقاط، العاشر في تصنيف الجبال      |
| 31 مارس 2019   | كوبي وبارتالي 2019                                  | الأول في تصنيف الجبال                              |
| 18 سبتمبر 2019 | جيرو دي توسكانا 2019                                | الفائز في التصنيف العام                            |
| 10 أكتوبر 2019 | كأس إيطاليا لركوب الدراجات على الطريق 2019          | الفائز في التصنيف العام                            |

## روابط خارجية
- جيوفاني فيسكونتي على موقع الاتحاد الدولي للدراجات (الإنجليزية)
- جيوفاني فيسكونتي على موقع أرشيف الدراجات (الإنجليزية)
- جيوفاني فيسكونتي على موقع إحصائيات الدراجات الإحترافية (الإنجليزية)
- جيوفاني فيسكونتي على موقع نسبة الدراجات (الإنجليزية)
- جيوفاني فيسكونتي على موقع CycleBase (الإنجليزية)
- جيوفاني فيسكونتي على موقع CyclingDatabase.com (مؤرشف) (الإنجليزية)
- جيوفاني فيسكونتي على موقع AS.com (الإسبانية)
- جيوفاني فيسكونتي  على  Cycling Quotient - سايكلنج كوشنت